# Karol Wollen
Karol Witold Wollen (30 września 1894 w Janowicach, zm. 13 kwietnia 1971 w Londynie) – pułkownik Wojska Polskiego.

## Życiorys
Urodził się 30 września 1894 w Janowicach, w ówczesnym powiecie wielickim Królestwa Galicji i Lodomerii, w rodzinie Feliksa.
W czasie I wojny światowej walczył w szeregach Legionów Polskich. Był oficerem 2 Pułku Ułanów. 11 listopada 1915 został mianowany chorążym prowiantowym. Wiosną 1917 był czasowo przydzielony do Krajowego Inspektoratu Zaciągu.
W 1923 pełnił służbę w 5 Dywizjonie Taborów w Krakowie. 22 października tego roku otrzymał przeniesienie do Departamentu II Jazdy Ministerstwa Spraw Wojskowych, pozostając oficerem nadetatowym 5 dtab.. 31 marca 1924 został mianowany majorem ze starszeństwem z dniem 1 lipca 1923 i 3. lokatą w korpusie oficerów taborowych. 1 października 1925 został przeniesiony do 2 Szwadronu Taborów w Lublinie na stanowisko dowódcy szwadronu. W czerwcu 1927 został przeniesiony do kadry oficerów taborowych z równoczesnym przydziałem do Departamentu Artylerii MSWojsk. w Warszawie na stanowisko referenta w wydziale zaopatrzenia. 1 kwietnia 1929 został przeniesiony do Wojskowego Zakładu Zaopatrzenia Intendenckiego i Taborów na stanowisko kierownika wydziału materiałów taborowych. W 1932 został przeniesiony z Kierownictwa Zaopatrzenia Taborów w Warszawie do 10 Dywizjonu Taborów w Przemyślu na stanowisko dowódcy dywizjonu. 27 czerwca 1935 został mianowany podpułkownikiem ze starszeństwem z dniem 1 stycznia 1935 i 1. lokatą w korpusie oficerów taborowych. Następnie pełnił służbę w Dowództwie Taborów i Szefostwie Remontu MSWojsk. na stanowisku zastępcy.
W czasie kampanii włoskiej pełnił służbę w Kwaterze Głównej 2 Korpusu Polskiego na stanowisku szefa służby zaopatrywania i transportu.
Zmarł 13 kwietnia 1971 w Londynie. Został pochowany na cmentarzu Wandsworth.
Był żonaty z Teresą z Baumów (zm. 1938).

## Ordery i odznaczenia
- Krzyż Niepodległości (16 września 1931)[22][3]
- Złoty Krzyż Zasługi (dwukrotnie: 10 listopada 1928[23][24], 1938[25])